# Wichita (llengua)
El wichita és una microllengua caddo parlada an Oklahoma pels wichita. Segons dades del cens dels Estats Units de 2000, l'ètnia wichita tenia 1.936 membres, dels quals en 1991 només uns deu parlaven la llengua, tots majors de 60 anys. Avui només queda una parlant que la domini: Doris McLemore encara que en 2007 hi havia vives tres persones que la tenien com a llengua nadiua. L'idioma wichita probablement s'extingirà en un futur, amb el que es transformaria en una llengua morta. Tanmateix la Wichita i Tribus Afiliada ofereix classes per revitalitzar la llengua i treballa amb el Wichita Documentation Project de la Universitat de Colorado a Boulder.

## Dialectes
Quan els europeus arribaren a Amèrica del Nord, el wichita es dividia en tres dialectes: Waco, Tawakoni, i KirikirɁi:s (o wichita propi). No obstant això, quan l'idioma va ser amenaçat i el nombre de parlants va disminuir, les diferències dialectals desaparegueren.

## Situació
Si bé en l'actualitat només hi ha una parlant viva nadiua, en data tan tardana com 2007 hi havia tres parlants nadius vius. Es tracta d'un fort descens dels 500 parlants estimats per Paul L. Garvin en 1950.

## Fonologia
El wichita és inusualment asimètric a nivell dels fonemess, encara que això sigui menys evident a nivell fonètic.

### Consonants
El wichita té 10 consonants. En l'ortografia americanista generalment usada quan es descriu la llengua wichita, [ts] s'escriu com a, i [j] com <y>.
|            | Alveolar | Palatal | Velar  | Velar | Glotal |
| plana      | Alveolar | Palatal | labial |       | Glotal |
| Oclusiva   | t        |         | k      | kʷ    | ʔ      |
| Africada   | ts       |         |        |       |        |
| Fricativa  | s        |         |        |       |        |
| Sonorant   | ɾ ~ n    |         |        |       |        |
| Aproximant |          | j       |        | w     | h      |

- Les labials estan generalment absents, apareixent només en dues arrels: kammac moldre blat de moro i camma:ci cavar, conrear.
- Les consonants nasals són al·lòfones. Els al·lòfons r i n tenen distribució complementària, i la bilabial nasal m apareix en els dos verbs arrels esmentats més amunt.

### Vocals
El wichita té 4 grups d'al·lòfons amb qualitat de vocal:
|                | Vocal anterior | Vocal posterior |
| -------------- | -------------- | --------------- |
| Vocal tancada  | ɪ ~ i ~ e      |                 |
| Vocal mitjanaa | ɛ ~ æ          | (o)             |
| Vocal oberta   |                | ɒ ~ a           |

Es transcriuen com i, e, a, o. Les vocals al final de les paraules no tenen veu.
Rood discuteix si la lletra [o] és o no fonèmica, com és equivalent sovint a qualsevol vocal + /w/ + qualsevol vocal. Per exemple, [awa] és freqüentment contret en [o:] (el to alt és un efecte de la consonant anul·lada). Relativament hi ha pocs casos en què els parlants no acceptaran la substitució de vocal + /w/ + vocal per [o]; un d'ells és [kó:s] 'àguila'.
Rood també proposa que, amb tres vocals discutiblement altes, mitjanes, i baixes, la distinció anterior-posterior no és fonèmica, i que més aviat s'ha de parlar d'un 'sistema vocal vertical' (vegeu més a baix). Això també ha estat proposat per a altres pocs llenguatges, tals com les Llengües caucàsiques del nord-oest i les llengües ndu de Papua-Nova Guinea.
Clarament existeix, almenys, un contrast en doble sentit en la longitud vocal. Rood proposa que existeix un contrast de tres vies, la qual cosa és molt estrany entre les llengües mundials, encara que ben demostrat en el cas del mixe. No obstant això, en el wichita, per a cadascuna de les tres o quatre qualitats vocals, una de tres longituds és rara, i per afegiment les vocals extra-llargues freqüentment impliquen un morfema extra, o suggereixen que la prosòdia pot estar funcionant. Per exemple,
niːchíːːʔih 'la forta' ('ch' es pronuncia [tsh])
niːːchíːːʔih 'la fortas'
heːhirʔíːras 'deixa que et trobi'
heːːhirʔíːras 'deixa que t'ho trobi'
hárah 'ací'
háːrih 'aquí està' (es diu quan s'entrega quelcom)
háːːrih 'aquest'

### To
Hi ha també un to alt oposat, indicat aquí per un accent agut.

### Síl·laba i fonotàctiques
Encara que els grups de vocals són rars (tret que les vocals extrallargues siguin grups), els grups de consonants són abundants en el wichita. Les paraules poden començar amb grups com [kskh] (kskhaːrʔa) i [rh] (rhincʔa). El grup més llarg anotat en wichita és de cinc consonants seguides, explicant [ts] com una única consonant /c/: nahiʔinckskih 'mentre s'adorm'. Tanmateix, les síl·labes més comunes són CV o CVC.

## Gramàtica
És aglutinant, però les formes superficials sovint difereixen de les formes morfèmiques reals a causa de l'ús d'una sèrie de processos fonològics inusuals en els límits del morfema.
Els sons wichita poden incloure paraules úniques que requereixin una frase en espanyol per a la seva traducció: kiyaːkíriwaːcʔárasarikitaʔahíːriks 'va portar molta carn a base de molts viatges'.